# Lijst van voetbalinterlands Madagaskar - Sao Tomé en Principe
Deze lijst van voetbalinterlands is een overzicht van alle officiële voetbalwedstrijden tussen de nationale teams van Madagaskar en Sao Tomé en Principe. De landen speelden tot op heden twee keer tegen elkaar. De eerste ontmoeting, een kwalificatieduel voor de Afrika Cup 2019, werd gespeeld in Sao Tomé op 22 maart 2017. Het laatste duel, de returnwedstrijd in dezelfde kwalificatiereeks, vond plaats op 26 maart 2017 in Antananarivo.

## Wedstrijden
| № | Plaats       | Datum         | Competitie                   | Wedstrijd                         | Uitslag |
| - | ------------ | ------------- | ---------------------------- | --------------------------------- | ------- |
| 1 | Sao Tomé     | 22 maart 2017 | Afrika Cup 2019 kwalificatie | Sao Tomé en Principe − Madagaskar | 0 − 1   |
| 2 | Antananarivo | 26 maart 2017 | Afrika Cup 2019 kwalificatie | Madagaskar − Sao Tomé en Principe | 3 − 2   |

## Samenvatting
| Competitie              | Totaal gespeeld | Winst Madagaskar | Gelijk | Winst Sao Tomé en Principe | Doelsaldo Madagaskar – Sao Tomé en Principe |
| ----------------------- | --------------- | ---------------- | ------ | -------------------------- | ------------------------------------------- |
| Afrika Cup-kwalificatie | 2               | 2                | 0      | 0                          | 4 − 2                                       |
| Totaal                  | 2               | 2                | 0      | 0                          | 4 − 2                                       |

FMF · A-internationals · Malagassisch vrouwenelftal
1960 – 1969 ·
1970 – 1979 ·
1980 – 1989 ·
1990 – 1999 ·
2000 – 2009 ·
2010 – 2019 ·
2020 − 2029
1963 ·
1964 ·
1965 ·
1966 · 
1967 ·
1968 ·
1969 · 
1970 · 
1971 · 
1972 ·
1973 · 
1974 ·
1975 ·
1976 ·
1977 ·
1978 · 
1979 ·
1980 · 
1981 · 
1982 ·
1983 · 
1984 ·
1985 · 
1986 ·
1987 ·
1988 ·
1989 ·
1990 ·
1991 ·
1992 ·
1993 ·
1994 · 
1995 ·
1996 ·
1997 ·
1998 ·
1999 · 
2000 · 
2001 · 
2002 · 
2003 · 
2004 · 
2005 · 
2006 · 
2007 · 
2008 · 
2009 · 
2010 · 
2011 · 
2012 · 
2013 ·
2014 ·
2015 ·
2016 ·
2017 ·
2018 ·
2019 ·
2020 ·
2021 ·
2022 ·
2023 ·
2024
Algerije ·
Angola ·
Benin ·
Botswana ·
Burkina Faso ·
Burundi ·
Centraal-Afrikaanse Republiek ·
Comoren ·
Congo-Brazzaville ·
Congo-Kinshasa ·
Egypte ·
Equatoriaal-Guinea ·
Ethiopië ·
Gabon ·
Gambia ·
Ghana ·
Guinee ·
Iran ·
Ivoorkust ·
Kaapverdië ·
Kameroen ·
Kenia ·
Kosovo ·
Lesotho ·
Liberia ·
Luxemburg ·
Malawi · 
Mali · 
Mauritanië ·
Mauritius · 
Mozambique · 
Namibië · 
Niger ·
Nigeria · 
Oeganda · 
Rwanda ·
Sao Tomé en Principe ·
Senegal ·
Seychellen · 
Soedan ·
Swaziland · 
Tanzania · 
Togo · 
Tsjaad ·
Tunesië · 
Zambia · 
Zimbabwe · 
Zuid-Afrika
FSF · 
Santomees vrouwenelftal
Interlands
Tegenstander:
Angola ·
Benin ·
Centraal-Afrikaanse Republiek ·
Congo-Brazzaville ·
Equatoriaal-Guinea ·
Ethiopië ·
Gabon ·
Ghana ·
Guinee-Bissau ·
Kaapverdië ·
Kameroen ·
Lesotho ·
Liberia ·
Libië ·
Madagaskar ·
Malawi ·
Marokko ·
Mauritius ·
Namibië ·
Nigeria ·
Oeganda ·
Sierra Leone ·
Soedan ·
Togo ·
Tsjaad ·
Tunesië ·
Zuid-Afrika ·
Zuid-Soedan